# Sinaoros
Sinaoros (gr. Σιναόρος) – wieś w Republice Cypryjskiej, w dystrykcie Nikozja. W 2011 roku liczyła 228 mieszkańców.